# 卡氏銼齒鱂
卡氏銼齒鱂，為輻鰭魚綱鯉齒目鯉齒亞目花鳉科的其中一種，分布於南美洲伊瓜蘇河流域，體長可達3公分，屬肉食性，生活習性不明。

## 擴展閱讀
維基物種上的相關：卡氏銼齒鱂